# Girona Futbol Club 2021-2022
Questa voce raccoglie le informazioni riguardanti il Girona Futbol Club nelle competizioni ufficiali della stagione 2021-2022.

## Maglie e sponsor
| Casa | Trasferta | Terza maglia |

Fornitore tecnico: Puma

## Organico

### Rosa
Aggiornata al 2 febbraio 2022.
| N. |                      | Ruolo | Calciatore                  |
| -- | -------------------- | ----- | --------------------------- |
| 1  | Spagna (bandiera)    | P     | Juan Carlos                 |
| 2  | Colombia (bandiera)  | D     | Bernardo Espinosa           |
| 3  | Spagna (bandiera)    | C     | Jairo Izquierdo             |
| 4  | Spagna (bandiera)    | C     | Víctor Sánchez              |
| 5  | Spagna (bandiera)    | D     | Javi Hernández              |
| 6  | Mali (bandiera)      | C     | Ibrahima Kébé               |
| 7  | Uruguay (bandiera)   | A     | Cristhian Stuani (capitano) |
| 8  | Spagna (bandiera)    | C     | Álex Baena                  |
| 9  | Argentina (bandiera) | A     | Darío Sarmiento             |
| 10 | Spagna (bandiera)    | C     | Samuel Sáiz                 |
| 11 | Spagna (bandiera)    | C     | Valery Fernández            |
| 12 | Spagna (bandiera)    | C     | Iván Martín                 |

| N. |                            | Ruolo | Calciatore     |
| -- | -------------------------- | ----- | -------------- |
| 13 | Spagna (bandiera)          | P     | Adrián Ortolá  |
| 14 | Spagna (bandiera)          | C     | Aleix García   |
| 15 | Spagna (bandiera)          | D     | Juanpe         |
| 17 | Spagna (bandiera)          | D     | David Juncà    |
| 19 | Argentina (bandiera)       | A     | Nahuel Bustos  |
| 20 | Spagna (bandiera)          | C     | Pol Lozano     |
| 21 | Spagna (bandiera)          | C     | Ramón Terrats  |
| 22 | Uruguay (bandiera)         | D     | Santiago Bueno |
| 24 | Spagna (bandiera)          | C     | Borja García   |
| 25 | Venezuela (bandiera)       | C     | Yangel Herrera |
| 32 | Rep. Dominicana (bandiera) | A     | Oscar Ureña    |
| 38 | Spagna (bandiera)          | D     | Arnau Martínez |